# Pulled Apart by Horses
Pulled Apart by Horses (engl. Von Pferden zerrissen) ist eine britische Alternative-Rock-Band aus Leeds in England. Sie wurde Ende 2007 gegründet und veröffentlichten ihr ebenfalls Pulled Apart by Horses genanntes Debütalbum am 21. Juni 2010.

## Geschichte
Nach ihrer Gründung Ende 2007 gab die Band am 13. Februar 2008 ihren ersten Auftritt im The Packhorse Pub in Leeds, in dem die Bandmitglieder vorher auch schon geübt hatten. Schnell entwickelte sich eine stetig wachsende Fan-Basis und Pulled Apart by Horses bekam viele Einladungen zu mehr oder weniger großen Auftritten. Außerdem wurde die Band für ihre wilden Auftritte bekannt, bei denen Bandmitglieder zum Teil verletzt wurden.
Die Debütsingle der Band Meat Balloon wurde bei Big Scary Monsters Recording Company im Oktober 2008 veröffentlicht und schaffte es bis auf Platz 18 der Independent-Charts in Großbritannien. Im Januar 2009 veröffentlichte die Band ihre zweite Single I Punched a Lion in the Throat als Vinyl-Single.
Fast drei Jahre nach Gründung der Band wurde am 21. Juni 2010 das selbstbetitelte Debütalbum Pulled Apart by Horses veröffentlicht und die Band von Muse eingeladen, sie auf ihrer Großbritannientour zu unterstützen. Im Juni 2011 nahm Pulled Apart by Horses am Southside-Festival im baden-württembergischen Neuhausen ob Eck teil. Am 21. Juni 2011 – genau ein Jahr nach der Veröffentlichung des ersten Albums – stellte die Band auf ihrer Homepage ein Live at Leeds genanntes Album mit Livemitschnitten eines Auftrittes in Leeds gratis zum Download zur Verfügung. Am 23. Januar 2012 wurde Tough Love, das zweite Studioalbum der Band veröffentlicht. Im September 2014 folgte mit Blood Album Nummer Drei. Dieses konnte sich in den Top 40 der britischen Charts platzieren und wurde anschließend im Vorprogramm von Kasabian promotet, die von Pulled Apart by Horses auf ihrer Tournee durch Deutschland und Italien im Herbst 2014 als Vorgruppe begleitet wurden.

## Diskografie

### Alben
- 2010: Pulled Apart by Horses
- 2012: Tough Love
- 2014: Blood
- 2017: The Haze

### Singles
| Jahr | Titel                                         | Album                  |
| ---- | --------------------------------------------- | ---------------------- |
| 2008 | Meat Balloon / Super Hang-on                  | Kein Album             |
| 2009 | I Punched a Lion in the Throat / The Crapsons | Kein Album             |
| 2010 | Back to the Fuck Yeah                         | Pulled Apart by Horses |
| 2010 | High Five, Swan Dive, Nose Dive               | Pulled Apart by Horses |
| 2010 | Yeah Buddy                                    | Pulled Apart by Horses |
| 2011 | I Punched a Lion in the Throat (Re-Release)   | Pulled Apart by Horses |
| 2011 | V.E.N.O.M                                     | Tough Love             |
| 2012 | Wolf Hand                                     | Tough Love             |
| 2012 | Bromance Ain’t Dead                           | Tough Love             |
| 2012 | Epic Myth                                     | Tough Love             |
| 2014 | Hot Squash                                    | Blood                  |
| 2014 | Lizard Baby                                   | Blood                  |